# Lars Thunell

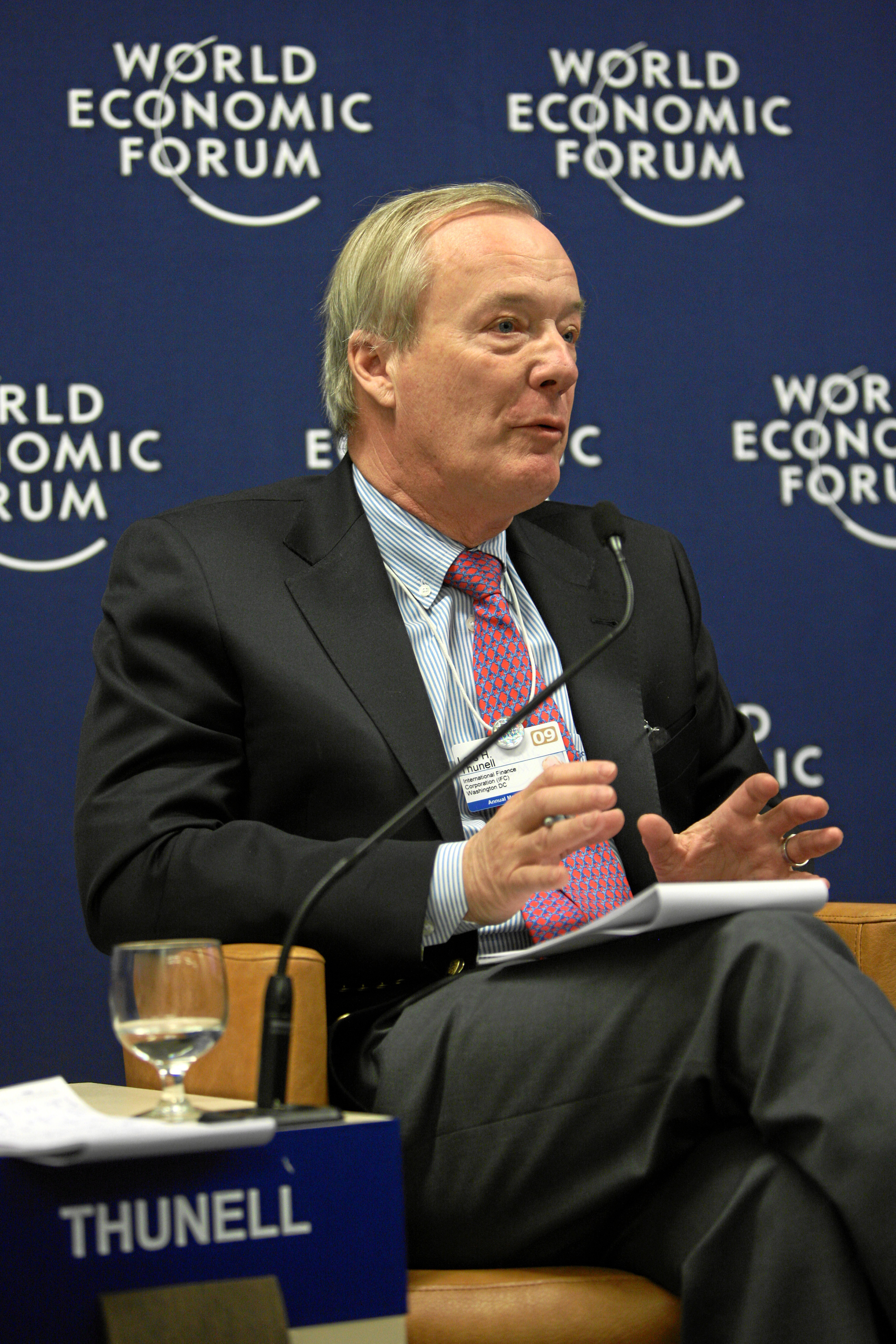
Lars H. Thunell.

Lars H. Thunell, född 1948, är en svensk affärsman som från 2006 till 2012 var operativ vicedirektör och styrelseordförande för IFC (International Finance Corporation), som är en del av Världsbanken.
Thunell är utbildad vid Stockholms universitet, där han studerade statsvetenskap. Han doktorerade vid Stockholms universitet 1977 med avhandlingen Political Risks in International Business: Investment Behavior of Multinational Corporations.
Innan han började vid Världsbanken hade han en rad poster i svenskt och internationellt näringsliv. Han har arbetat vid bland annat ABB i Zürich och American Express i New York. På 1990-talet var Thunell direktör för det svenska försäkringsbolaget Trygg-Hansa och han avslutade sin karriär i Sverige som chef för SEB.
Thunell belönades 2006 med H.M. Konungens medalj.